# ジュ (料理)
ジュ（フランス語: jus、au jus）は、フランス料理において、主としてソースのベースに使われる出汁の一種。
「jus」はフランス語で「ジュース」の意であるが、料理用語として用いる場合には肉類の焼き汁などのことを指す。素材を焼いたときに出たジュに水、ワインや塩、胡椒を加えてソースとする。
または、骨付きの主食材を調理後、取り除いた骨と水とで短時間に煮出したもので、同様にソースに用いる。
従来のフランス料理のソースにはフォンやフォンを煮凝り状まで煮詰めたグラス（glace）が用いられていたが、近年の「軽め」な消費者志向からジュが使われることが増えてきている。

## フォンとの違い
フォンもジュもどちらもソースに用いられるが、以下の様な違いがある。
- ジュのほうが抽出する時間が短い[4]。
- 抽出時間が短いので、フォンと比べるとジュのほうが香りとゼラチン質が少ない[4]。
- フォンは材料を焼いてから抽出するが、ジュは油で炒めてから抽出するのが一般的である[4]。なお、炒めた後の油は臭いも味も良くないため、廃棄される[4]。
- フォンはあらかじめ仕込んでおくが、ジュは調理後に短時間で仕上げる[2]。

## ジュの例
- ジュ・ド・ヴォ（jus de veau） - 子牛のジュ
- ジュ・ダニョー（jus d'agneau） - 子羊のジュ
- ジュ・ド・ヴォライユ （jus de volaille） - 鶏のジュ
- ジュ・ド・トリュフ （jus de truffe） - トリュフのジュ